# العلاقات التنزانية الروسية
العلاقات التنزانية الروسية هي العلاقات الثنائية التي تجمع بين تنزانيا وروسيا.

## مقارنة بين البلدين
هذه مقارنة عامة ومرجعية للدولتين:
| وجه المقارنة                                              | تنزانيا                        | روسيا                                   |
| --------------------------------------------------------- | ------------------------------ | --------------------------------------- |
| المساحة (كم2)                                             | 947.30 ألف                     | 17.08 مليون                             |
| عدد السكان (نسمة)                                         | 57.31 مليون                    | 146.80 مليون                            |
| الكثافة السكانية (ن./كم²)                                 | 60.5                           | 8.59                                    |
| العاصمة                                                   | دودوما                         | موسكو                                   |
| اللغة الرسمية                                             | اللغة السواحلية، لغة إنجليزية  | اللغة الروسية                           |
| العملة                                                    | شيلينغ تانزاني                 | روبل روسي                               |
| الناتج المحلي الإجمالي (بليون دولار)                      | 52.09 مليار                    | 1.58 تريليون                            |
| الناتج المحلي الإجمالي (تعادل القوة الشرائية) بليون دولار | 138.73 مليار                   | 3.69 تريليون                            |
| الناتج المحلي الإجمالي الاسمي للفرد دولار أمريكي          | 878                            | 9.09 ألف                                |
| الناتج المحلي الإجمالي للفرد دولار أمريكي                 | 2.54 ألف                       |                                         |
| مؤشر التنمية البشرية                                      | 0.521                          | 0.798                                   |
| رمز المكالمات الدولي                                      | +255                           | +7                                      |
| رمز الإنترنت                                              | .tz                            | .ru، .рф، .рус ‏، .su                    |
| المنطقة الزمنية                                           | ت ع م+03:00، توقيت شرق أفريقيا | Magadan Time ‏، ت ع م+02:00، ت ع م+12:00 |

## منظمات دولية مشتركة
يشترك البلدان في عضوية مجموعة من المنظمات الدولية، منها:
| علم المنظمة | اسم المنظمة                        | تاريخ انضمام تنزانيا | تاريخ انضمام روسيا |
| ----------- | ---------------------------------- | -------------------- | ------------------ |
|             | مؤسسة التنمية الدولية              | 6 نوفمبر 1962        | 16 يونيو 1992      |
|             | يونسكو                             | 6 مارس 1962          | 21 أبريل 1954      |
|             | مؤسسة التمويل الدولية              | 10 سبتمبر 1962       | 12 أبريل 1993      |
|             | منظمة حظر الأسلحة الكيميائية       | ?                    | ?                  |
|             | الأمم المتحدة                      | 14 ديسمبر 1961       | 24 أكتوبر 1945     |
|             | الاتحاد الدولي للاتصالات           | 31 أكتوبر 1962       | 1866               |
|             | منظمة الشرطة الجنائية الدولية      | ?                    | 27 سبتمبر 1990     |
|             | البنك الدولي للإنشاء والتعمير      | 10 سبتمبر 1962       | 16 يونيو 1992      |
|             | الاتحاد البريدي العالمي            | ?                    | ?                  |
|             | وكالة ضمان الاستثمار متعدد الأطراف | 19 يونيو 1992        | 29 ديسمبر 1992     |
|             | منظمة التجارة العالمية             | 1995                 | 22 أغسطس 2012      |

## وصلات خارجية
- موقع وزارة الخارجية التنزانية
- موقع وزارة الخارجية الروسية